# ویدورل
ویدورل (به انگلیسی: Vidourle) رودخانهای است که در فرانسه جریان دارد.